# Лекінца (Сату-Маре)
Лекінца (рум. Lechința) — село у повіті Сату-Маре в Румунії. Входить до складу комуни Келінешть-Оаш.
Село розташоване на відстані 443 км на північний захід від Бухареста, 34 км на північний схід від Сату-Маре, 129 км на північ від Клуж-Напоки.

## Населення
За даними перепису населення 2002 року у селі проживали 848 осіб, з них 847 осіб (99,9%) румунів. Рідною мовою 847 осіб (99,9%) назвали румунську.